# Gonzalo Lencina
Gonzalo Lencina (Alta Gracia, Argentina; 18 de octubre de 1997) es un futbolista argentino que juega de delantero. Su equipo actual es el Deportes Tolima de la Categoría Primera A de Colombia.

## Trayectoria
Con paso por las inferiores de Club Malvinas, Deportivo Norte de Alta Gracia y Belgrano, Lencina debutó con el primer equipo de Belgrano el 16 de marzo de 2019 ante Racing Club por la Primera División.
Renovó su contrato con el club en octubre de 2020, y fue cedido al Gimnasia Jujuy en la Primera Nacional. La siguiente temporada continuó cedido en segunda, esta vez con el Atlético Rafaela.
Para la temporada 2023, Lencina se incorporó al Atlético Bucaramanga de la Categoría Primera A de Colombia. En el primer semestre, el delantero anotó 9 goles en 19 partidos. A mediados de temporada, el 20 de junio, el delantero fichó en el Junior de Barranquilla.
Para el 2024 llega al Deportivo Pereira como nueva opción de ataque. Debutó con gol ante el Boyacá Chicó el 5 de febrero y en el siguiente partido volvió a marcar, sin embargo en su tercer juego ante Alianza sufrió una lesión que lo alejaría de las canchas por el resto del semestre.

## Estadísticas

### Clubes
Actualizado de acuerdo al último partido jugado el 17 de agosto del 2025. 
| Club                            | Div.          | Temporada     | Liga  | Liga  | Copas nacionales | Copas nacionales | Copas internacionales | Copas internacionales | Total | Total |
| Club                            | Div.          | Temporada     | Part. | Goles | Part.            | Goles            | Part.                 | Goles                 | Part. | Goles |
| ------------------------------- | ------------- | ------------- | ----- | ----- | ---------------- | ---------------- | --------------------- | --------------------- | ----- | ----- |
| Belgrano Argentina              | 1.ª           | 2018-19       | 3     | 0     | 0                | 0                | —                     | —                     | 3     | 0     |
| Belgrano Argentina              | 2.ª           | 2019-20       | 6     | 1     | 0                | 0                | —                     | —                     | 6     | 1     |
| Belgrano Argentina              | Total club    | Total club    | 9     | 1     | 0                | 0                | 0                     | 0                     | 9     | 1     |
| Gimnasia Jujuy Argentina        | 2.ª           | 2020-21       | 7     | 0     | —                | —                | —                     | —                     | 7     | 0     |
| Gimnasia Jujuy Argentina        | 2.ª           | 2021          | 28    | 3     | —                | —                | —                     | —                     | 28    | 3     |
| Gimnasia Jujuy Argentina        | Total club    | Total club    | 35    | 3     | 0                | 0                | 0                     | 0                     | 35    | 3     |
| Atlético Rafaela Argentina      | 2.ª           | 2022          | 33    | 11    | —                | —                | —                     | —                     | 33    | 11    |
| Atlético Rafaela Argentina      | Total club    | Total club    | 33    | 11    | 0                | 0                | 0                     | 0                     | 33    | 11    |
| Atlético Bucaramanga · Colombia | 1.ª           | 2023          | 19    | 9     | —                | —                | —                     | —                     | 19    | 9     |
| Atlético Bucaramanga · Colombia | Total club    | Total club    | 19    | 9     | 0                | 0                | 0                     | 0                     | 19    | 9     |
| Junior · Colombia               | 1.ª           | 2023          | 15    | 1     | 2                | 0                | —                     | —                     | 17    | 1     |
| Junior · Colombia               | Total club    | Total club    | 15    | 1     | 2                | 0                | 0                     | 0                     | 17    | 1     |
| Deportivo Pereira · Colombia    | 1.ª           | 2024          | 11    | 3     | 0                | 0                | —                     | —                     | 11    | 3     |
| Deportivo Pereira · Colombia    | Total club    | Total club    | 11    | 3     | 0                | 0                | 0                     | 0                     | 11    | 3     |
| Deportes Tolima · Colombia      | 1.ª           | 2025          | 27    | 11    | 2                | 1                | 2                     | 0                     | 31    | 12    |
| Deportes Tolima · Colombia      | Total club    | Total club    | 27    | 11    | 2                | 1                | 2                     | 0                     | 31    | 12    |
| Total carrera                   | Total carrera | Total carrera | 149   | 39    | 4                | 1                | 2                     | 0                     | 155   | 40    |

## Palmarés

### Títulos nacionales
| Título              | Equipo | País     | Año     |
| ------------------- | ------ | -------- | ------- |
| Categoría Primera A | Junior | Colombia | 2023-II |